# Gilbert Perreault
Gilbert „Gil“ Perreault (* 13. November 1950 in Victoriaville, Québec) ist ein ehemaliger kanadischer Eishockeyspieler (Center), -trainer und -funktionär, der in insgesamt 17 Spielzeiten für die Buffalo Sabres in der National Hockey League auf dem Eis stand. Seine große Stärke war sein Schläger-Handling auf engstem Raum, was ihn zu einem der geschicktesten Spielmacher der Geschichte des Eishockeys macht. 

## Karriere
1969 und 1970 war Perreault Spieler der Montréal Junior Canadiens, die zweimal hintereinander den Memorial Cup gewannen und dadurch eine Regeländerung bewirkten. Vorher war es allen Nachwuchsmannschaften Kanadas möglich, um den Memorial Cup zu kämpfen, aber die Junior Canadiens dominierten eine Mannschaft von Prince Edward Island in den Playoffs so sehr, dass die Juniorenliga in Major Junior and Minor Junior A geteilt wurde.
1970 wurden zwei neue Franchises in die NHL aufgenommen – Buffalo und die Vancouver Canucks. Buffalo bekam das Recht (durch den Gewinn am Roulette mit der Nummer 11), den ersten Draft-Pick im NHL Amateur Draft 1970 auszuwählen. In den Jahren zuvor hatten immer die Canadiens de Montréal die Vorrecht auf den Draft von Juniorenspielern aus Québec. Buffalo wählte Perreault an erster Stelle aus.
Perreault, der die Nummer 11 in Erinnerung an den Roulette-Draft trug, wurde schnell ein Star und war der Topscorer der Sabres – dieses Meisterstück wiederholte er in jeder Saison, in der er nicht durch Verletzungen Spiele verpasste – und gewann in seiner ersten Saison außerdem die Calder Memorial Trophy als bester Rookie der Saison. Er spielte die meiste Zeit seiner Karriere in einer Reihe mit René Robert (rechter Flügelspieler) und Rick Martin auf dem linken Flügel – diese Formation wurde "The French Connection" genannt und war eine der berühmtesten Offensivformationen der 70er Jahre.
1972 wurde er Teil des Team Canada, wurde aber nur in Spiel 4 und 5 gegen die Sowjetunion in den Summit Series 1972 eingesetzt und verließ das Team daher, bevor die Serie endete.
1976 wurde in Kanada das erste Turnier um den Canada Cup ausgetragen und brachte das wohl beste kanadische Eishockeyteam der Geschichte hervor. Perreault spielte zusammen in einem Team mit Superstars wie Bobby Orr, Bobby Hull, Guy Lafleur und Marcel Dionne. Lafleur, Dionne und Perreault spielten oft in einer Reihe zusammen und formten eine spektakuläre Offensivformation.
Kanada gewann den Pokal im Finale gegen die Tschechoslowakei. Während des Canada Cup 1981 spielte er zusammen mit Wayne Gretzky und Guy Lafleur in einer Reihe und zeigte das beste Eishockey seiner Karriere. Er musste das Turnier mit einem gebrochenen Knöchel vorzeitig verlassen, hatte aber bis dahin schon 9 Punkte in vier Spielen gesammelt. Ohne ihn verlor das Team Canada das Finale gegen die Mannschaft der Sowjetunion mit 8:1.
Im Laufe der Saison 1981/82 durchbrach er als 16. Spieler die 1.000 Punkte-Grenze.

### Rücktritt
Perreault zog sich zum Ende der Saison 1985/86 aus dem Profisport zurück. Kurze Zeit später wurden die Pensionsansprüche ehemaliger NHL-Spieler signifikant erhöht, allerdings sollte die Regel erst für Spieler gelten, die mindestens 20 Spiele in der Saison 1986/87 absolviert hatten. Daher entschied sich Gilbert, noch einmal für die Sabres aufs Eis zu gehen. Er spielte noch genau 20 Spiele für Buffalo, in denen er weitere neun Tore seiner Statistik hinzufügen konnte und trat danach endgültig vom aktiven Profisport zurück.
Zum Zeitpunkt seines Rücktritts war Perreault der sechstbeste Scorer der NHL-Geschichte und wurde 1990 in die Hockey Hall of Fame aufgenommen. Nach seiner Zeit als aktiver Spieler war Perreault dem Sport treu geblieben, indem er die Tigres de Victoriaville in der Ligue de hockey junior majeur du Québec trainierte.

## Erfolge und Auszeichnungen
| - 1969 OHL First All-Star Team - 1970 OHL First All-Star Team - 1970 Red Tilson Trophy - 1971 Calder Memorial Trophy - 1973 Lady Byng Memorial Trophy - 1976 NHL Second All-Star Team | - 1977 NHL Second All-Star Team - 1990 Sperrung der Trikotnummer 11 durch die Buffalo Sabres - 1990 Aufnahme in die Hockey Hall of Fame - 1991 Aufnahme in die Greater Buffalo Sports Hall of Fame - 2005 Aufnahme in die Hall of Fame des kanadischen Sports (als Spieler des kanadischen Teams der Summit Series 1972) |

### International
- 1976 Goldmedaille beim Canada Cup
- 1981 Silbermedaille beim Canada Cup
- 1981 All-Star-Team des Canada Cups

## Franchise-Rekorde
- 1.191 Spiele für die Buffalo Sabres
- 512 Tore für die Buffalo Sabres
- 814 Vorlagen für die Buffalo Sabres
- 1.326 Punkte für die Buffalo Sabres

## Karrierestatistik

### International
| Vertrat Kanada bei: - Summit Series 1972 - Canada Cup 1976 - Canada Cup 1981 | Vertrat die National Hockey League bei: - Challenge Cup 1979 |

(Legende zur Spielerstatistik: Sp oder GP = absolvierte Spiele; T oder G = erzielte Tore; V oder A = erzielte Assists; Pkt oder Pts = erzielte Scorerpunkte; SM oder PIM = erhaltene Strafminuten; +/− = Plus/Minus-Bilanz; PP = erzielte Überzahltore; SH = erzielte Unterzahltore; GW = erzielte Siegtore; 1 Play-downs/Relegation; Kursiv: Statistik nicht vollständig)